# اسپلترز
اسپلترز یک بازی ویدئویی پازل مبتنی بر فیزیک برای Xbox Live Arcade اکس‌باکس ۳۶۰ است. این بازی توسط استودیوی اسرائیلی SpikySnail Games توسعه یافته و توسط اکس‌باکس گیم استودیوز منتشر شده‌است. اسپلرز در ۱۱ آوریل ۲۰۱۲ منتشر شد. یک پورت رایانه شخصی در سال ۲۰۱۳ با عنوان Super Splatters منتشر شد. اسپلترز در ابتدا قرار بود "Confetti Carnival" نامیده شود، اما نام آن قبل از انتشار تغییر کرد. این بازی نقدهای مثبت تا متناقضی را از سوی منتقدان دریافت کرد.

## گیم پلی
اسپلترز بازی معمایی مبتنی بر فیزیک است که وظایف بازیکنان استفاده از گلاب‌های انسانها نما از ماده چسبنده و لزج به بمب روشن پراکنده در سراسر هر لول. هنگامی که گلوله‌های گو از تماس با مانعی در سطح می‌شکنند، از هم جدا می‌شوند و گوه‌های رنگی می‌ریزند که باعث می‌شود بمب‌ها پس از پوشاندن در گود منفجر شوند. هم گلوب‌های گو و هم بمب‌ها رنگ‌های متفاوتی دارند و بمب‌ها را فقط می‌توان با گوی‌های همرنگ از بین برد. بازیکنان تعداد کمی راه‌اندازی نامنظم و روش‌های دیگری برای تغییر فیزیک بازی به نام «Sunts» دارند تا به پاکسازی سطوح کمک کنند.
بازی دارای سه حالت است. «Become a Talent", "Combo Nation» و «Master Shots»
حالت Become a Talent شامل آموزش‌ها و دوازده لول معمولی است و بازیکنان را با گیم پلی و شیرین‌کاری آشنا می‌کند. با تکمیل آن حالت Combo Nation که ۲۱ لول دارد و حالت Master Shots که ۳۲ لول دارد باز می‌شود. Combo Nation به بازیکنان وظیفه می‌دهد تا ترکیب‌های طولانی را با هم ترکیب کنند، بمب‌ها را با پرتاب گلوب‌ها منفجر کنند و بمب‌ها را به‌سرعت از بین ببرند. Master Shots تنها یک گلوب و مانورهای خاصی را به بازیکن می‌دهد که باید انجام شود. پس از هر لول، بازیکنان بر اساس عملکرد خود درجه‌بندی می‌شوند و تا سه ستاره به آنها داده می‌شود.

## بررسی‌ها
| گردآورنده  | امتیاز           |
| ---------- | ---------------- |
| گیم‌رنکینگز | 73.78%           |
| متاکریتیک  | 72 (360) 73 (PC) |

| ناشر                   | امتیاز |
| ---------------------- | ------ |
| گیم اینفورمر           | 8.0/10 |
| گیم رولیشن             | [ ۵ ]  |
| گیم‌اسپات               | 7.0/10 |
| گیمز ریدار+            | [ ۱۱ ] |
| اواکس‌ام (ایالات متحده) | 8.5/10 |

اسپلترز پس از انتشار نقدهای مثبتی دریافت کرد و دارای امتیاز متاکریتیک ۷۲ است. چندین منتقد بازی را با پرندگان خشمگین مقایسه کردند. کایل هیلیارد از گیم اینفورمر این مکانیک‌ها را «تقابلی بین پرندگان خشمگین و پگل به روش‌های صحیح» نامید، در حالی که جیسون ونتر از گیم‌اسپات اسپلترز را «مشتق» نامید. ونتر توانایی بازیکنان برای آپلود نمرات و ویدیوهای بازی را به عنوان «لمس خوبی که عنصر رقابتی قوی را به یک بازی تک نفره اضافه می‌کند» تحسین کرد. کوین شالر از گیم رولیشن دقت کنترل‌های بازی و همچنین جلوه‌های بصری بازی را ستایش کرد که او آن را «جایی بین انیمیشن سنتی و ساختگی در ظاهر» توصیف کرد. با این حال، چندین منتقد در مورد ثبات بازی شکایت داشتند. ونتنر از گیم‌اسپات شکایت کرد که سه بار امتحان کردن یک چیز اغلب سه نتیجه متفاوت را به همراه دارد، در حالی که کایل هیلیارد از گیم اینفورمر ابراز تاسف کرد که چقدر شانس در بازی نقش داشته‌است. لورنزو ولوریا از گیمز ریدار احساس کرد که بازی بیش از حد تکراری است و Combo Nation «کمتر شبیه یک پازل و بیشتر شبیه تمرین آزمون و خطا است» و به این نتیجه رسید که بازی برای گوشی‌ها بهتر از کنسول مناسب است.

## سوپر اسپلتر
در ۴ سپتامبر ۲۰۱۲، Indie Fund اعلام کرد که از تلاش SpikySnail Games برای ایجاد پورت اسپلترز برای ویندوز، مک و لینوکس حمایت مالی می‌کند، تا به استودیو کمک کند تا به نقطه ای برسد. از نظر مالی خودکفا باشد در ۱۳ مارس ۲۰۱۳، SpikySnail Games در وبلاگ خود اعلام کرد که پورت به نام Super Splatters تقریباً کامل شده‌است و در PAX East قابل پخش است.
Super Splatters از طریق Steam در ۲۶ ژوئن ۲۰۱۳ منتشر شد.